# PGC 70070
LEDA/PGC 70070 (auch IC 5269B) ist eine Spiralgalaxie vom Hubble-Typ Scd im Sternbild Piscis Austrinus am Südsternhimmel. Sie ist schätzungsweise 75 Millionen Lichtjahre von der Milchstraße entfernt und hat einen Durchmesser von etwa 90.000 Lichtjahren.
Im selben Himmelsareal befinden sich u. a. die Galaxien IC 1459, IC 5264, IC 5265, IC 5269.